# Дануца Олександр Анатолійович
Олександр Анатолійович Дануца (нар. 29 січня 1980, м. Мала Виска, Кіровоградська область) — український медіаменеджер, політик. Народний депутат України 9-го скликання.
Голова Кіровоградської обласної організації партії «Слуга народу».

## Життєпис
Закінчив Кіровоградський технічний університет (спеціальність «Менеджмент організацій»).
Генеральний директор ТОВ «Прайм-Тайм». Журналіст, автор та ведучий ТБ-програм, засновник медіагрупи «Прайм-Тайм» у Кропивницькому. Чоловік кілька років працював у цій газеті, але потім зрозумів, що друковані ЗМІ вже не актуальні. Тоді він зі своєю командою у складі: Вікторія Талашкевич і Ігор Саламаха створили своє онлайн-видання сайт «Kirovograd.net». 

## Громадсько-політична діяльність
Президент Благодійного фонду підтримки незалежної преси. Керівник Кіровоградського обласного штабу кандидата в Президенти Зеленського. Президент молодіжної організації «Кіровоградська обласна ліга інтелектуального розвитку».
Кандидат у народні депутати від партії «Слуга народу» на парламентських виборах 2019 року (виборчий округ № 99, частина Подільського, частина Фортечного районів Кропивницького). На час виборів: генеральний директор ТОВ «Прайм-Тайм», член партії «Слуга народу». Проживає в Кропивницькому.
Член Комітету Верховної Ради з питань правоохоронної діяльності, голова підкомітету з питань організації охорони громадської безпеки і порядку.

## Критика
Був одним з тих хто фінансував БПП “Солідарність” у регіонах у 2016 та 2017 роках.
У 2022 році проголосував за містобудівну реформу, яка впроваджувалася в інтересах забудовників.